# Андерсон, Оскар Николаевич
Оскар Николаевич Андерсон (нем. Oskar Johann Viktor Anderson; 1887—1960) — русско-немецкий математик, статистик; автор работ по математической статистике. Один из основателей и член Эконометрического общества (1933), член Американской статистической ассоциации (1952), почётный член Королевского статистического общества Великобритании (1956), почётный доктор университетов Вены и Мангейма.

## Биография
Родился 21 июля (2 августа) 1887 года в Минске, в немецко-балтийской семье. Старшие братья: Вильгельм (1880—1940) — астрофизик и Вальтер (1885—1962) — этнолог и фольклорист. Их отец, преподаватель Минской гимназии Николай Иванович Андерсон (1845—1905), был приглашён в 1894 году профессором финно-угорских языков в Казанский университет, и семья переехала в Казань, где с 1898 по 1906 год Оскар Андерсон учился в 3-й Казанской гимназии, по окончании которой поступил на математический факультет университета.
В 1907 году перевёлся на экономическое отделение Санкт-Петербургского политехнического института и окончил его в сентябре 1912 года со степенью кандидата — ученик А. А. Чупрова. С декабря 1912 по декабрь 1914 года при кафедре статистики института готовился к профессорскому званию; одновременно, с 1912 года преподавал политическую экономию, коммерческую географию и законоведение в 8-классном коммерческом училище в Лесном. Одновременно, посещал лекции в Санкт-Петербургском университете, где в 1914 году получил диплом юриста.
Его диссертация, в которой он разработал вариантно-разностный метод анализа временных рядов, получивший широкое распространение в статистическом анализе, была опубликована в журнале К. Пирсона «Biomeitrika» (1914) почти одновременно с аналогичной работой У. С. Госсета.
В 1912 году в Санкт-Петербурге женился на Маргарет Натали фон Хинденбург-Хиртенберг; супруги имели пятерых детей.
В 1915—1917 годах находился на государственной службе; был в командировке в Туркестане, где в 1915 году организовывал сельскохозяйственную перепись в бассейне реки Сырь-Дарья. С 1917 года преподавал математическую статистику в Киевском коммерческом институте. Также он был заместителем директора Демографического института Украинской академии наук.
В 1920 году эмигрировал; в 1921 году через Константинополь добрался до Будапешта, где основал среднюю школу для детей русских эмигрантов. С 1923 года жил с семьёй в Болгарии, был членом Болгарского верховного статистического совета. В 1924—1934 годах был профессором статистики и экономики в Коммерческом институте в Варне. С 1935 года — директор Статистического института экономических исследований Софийского университета. С 1936 по 1939 год — ассоциированный член Комитета статистики Лиги Наций. В Болгарии он занимался в основном применением статистики в экономике и опубликовал обзор общего состояния болгарской экономики (1938). Последующие экономико-статистические исследования в Болгарии всегда проводились в духе андерсоновских традиций, и в этом смысле он основал школу в этой стране.
С 1942 года работал в Германии: был профессором Кильского университета, а с 1947 года — заведующий кафедрой статистики Мюнхенского университета, где преподавал по 1956 год.
О. Н. Андерсон написал одну из первых эконометрических работ, в которой предпринял попытку статистической проверки количественной теории денег. Вместе с И. Фишером, Р. Фришем, Я. Тинбергеном, Й. Шумпетером, он был инициатором и основателем Эконометрического общества (1930), членом которого он оставался до конца жизни.
Умер 12 февраля 1960 года в Мюнхене.
Его сын с таким же именем, Оскар Андерсон (1922–2006), также преподавал в Мюнхенском университете с 1970 по 1988 год в качестве профессора статистики.